# Parafia św. Marcina Biskupa i Wyznawcy w Cieszowej
Parafia Świętego Marcina Biskupa i Wyznawcy w Cieszowej – parafia rzymskokatolicka, znajdująca się w diecezji gliwickiej, w dekanacie Sadów.